# Nakatunguru
Nakatunguru è una circoscrizione mista (urban ward) della Tanzania situata nel distretto di Ukerewe, regione di Mwanza. Conta una popolazione di 8 937 abitanti (censimento 2012).